# 相模原市立新町中学校
相模原市立新町中学校（さがみはらしりつしんちょうちゅうがっこう）は、神奈川県相模原市南区相模大野九丁目にある公立中学校である。新町中などと略される。

## 概要
相模大野駅に接続する道路(ハナミズキ通り)、国道16号に接続する道路、小田急江ノ島線に挟まれた場所に位置する。
通学する生徒は、相模原市立鶴の台小学校の全生徒と、相模原市立谷口台小学校の一部の生徒と、相模原市立南大野小学校の一部の生徒が通学する。

## 教育目標
「豊かな心を持ち、自ら学び、共に高め合う新町中生」
温かい心…自分の言動を大切にし、他を思いやる生徒
学ぶ力…自ら課題を見つけ、すすんで学ぼうとする生徒
創る力…個性を生かし、自主的・実践的に取り組む生徒
伝える力…自らの思いや集団の考えをまとめて発信できる生徒

## 校歌
校歌は、宮沢章二作詞、大中恩作曲によって作られた。

## 部活動

### 運動部
- 野球部
- 女子バレーボール部
- 男子バスケットボール部
- 女子バスケットボール部
- 男子ソフトテニス部
- 女子ソフトテニス部
- サッカー部
- 剣道部
- 陸上競技部

### 文化部
- 美術部
- 吹奏楽部
- 囲碁読書部

## イベント
4月上旬…始業式、入学式、着任式
5月下旬〜6月上旬…横浜校外学習(2年)、京都・奈良修学旅行(3年)、定期試験
6月下旬…校外学習若あゆ(1年)
7月中旬〜8月下旬…夏季休業
9月下旬…「希翔祭体育の部」と呼ばれる体育祭が行われる。学級ごとに赤、青、黄、緑の4色のブロックに分かれて戦う。綱引き、大縄跳び、学級対抗リレーなどの他、GOD HANDやブロック対抗リレーなど、新町特有の競技が行われ、それぞれの種目の順位ごとに得点が足されていく。最終的に得点が最も高かったブロックが優勝である。
10月上旬…「希翔祭文化の部」と呼ばれる音楽祭が行われる。学級ごとにステージで合唱を行い、生徒による投票で優勝クラスが決められる。また、学年合唱、全校合唱、英語弁論、吹奏楽部の発表なども行われる。
2022年、2024年は文化の部の関係から9月下旬に文化の部、10月上旬に体育の部が行われた。
11月上旬…定期試験
11月下旬…職場体験(2年)
12月下旬〜1月上旬…冬季休業
2月中旬…定期試験
3月中旬…卒業式(3年)
3月下旬…修了式、離退任式、学年末休業

## 通学区域
- 相模原市南区[2]
  - 旭町
  - 上鶴間1丁目1番~6番・27番〜31番・32番 9号〜13号・36番1号〜8号
  - 上鶴間6丁目1番・12番〜15番
  - 相模大野3丁目
  - 相模大野6丁目
  - 相模大野7丁目
  - 相模大野8丁目
  - 相模大野9丁目
  - 東林間1丁目
  - 東林間2丁目
  - 南台2丁目
  - 南台3丁目1番〜12番

## 進学前小学校
- 相模原市南区
  - 相模原市立鶴の台小学校
  - 相模原市立谷口台小学校（一部は相模原市立大野南中学校・相模原市立麻溝台中学校へ）
  - 相模原市立南大野小学校（一部は相模原市立上鶴間中学校へ）

## 沿革
- 1979年
  - 4月2日 - 初代校長他教職員16名着任
  - 4月6日 - 落成式、開校式及び入学式
  - 4月17日 - 開校記念日制定許可(5月1日とする)
  - 5月12日 - 開校記念植樹(市木、市花:市長、教育長他来臨)
  - 6月25日 - プール開き
  - 7月16日 - 校章制定
  - 10月10日 - 校旗披露、第1回体育祭
- 11月17日 - 第1回文化祭
  - 1980年3月19日 - 校歌制定記念発表会
- 1981年3月8日 - 卒業記念碑建立
- 1982年3月1日 - 卒業記念校章・校名プレート設置
- 1983年9月1日 - 全教室へテレビ設置、視聴覚の充実をはかる。
- 1984年3月1日 - A棟東壁面に時計設置(卒業記念)
- 1985年4月1日 - 昭和60年度新入生より学区の一部改編
- 1991年10月10日 - 第1回希翔祭
- 1998年10月11日 - 創立20周年記念式典
- 2008年
  - 10月29日 - 創立30周年記念式典、体育着改定
  - 11月30日 - C棟エレベーター設置
- 2010年11月1日 - 学校給食開始
- 2011年4月 - 新町中グループメール開設
- 2018年10月 - 創立40周年記念式典

## 著名な出身者
- 菅野智之 - プロ野球選手[3]
- 南秀仁[4] - サッカー選手
- 神村奨[4] - サッカー選手